# Vom Splitter und vom Balken

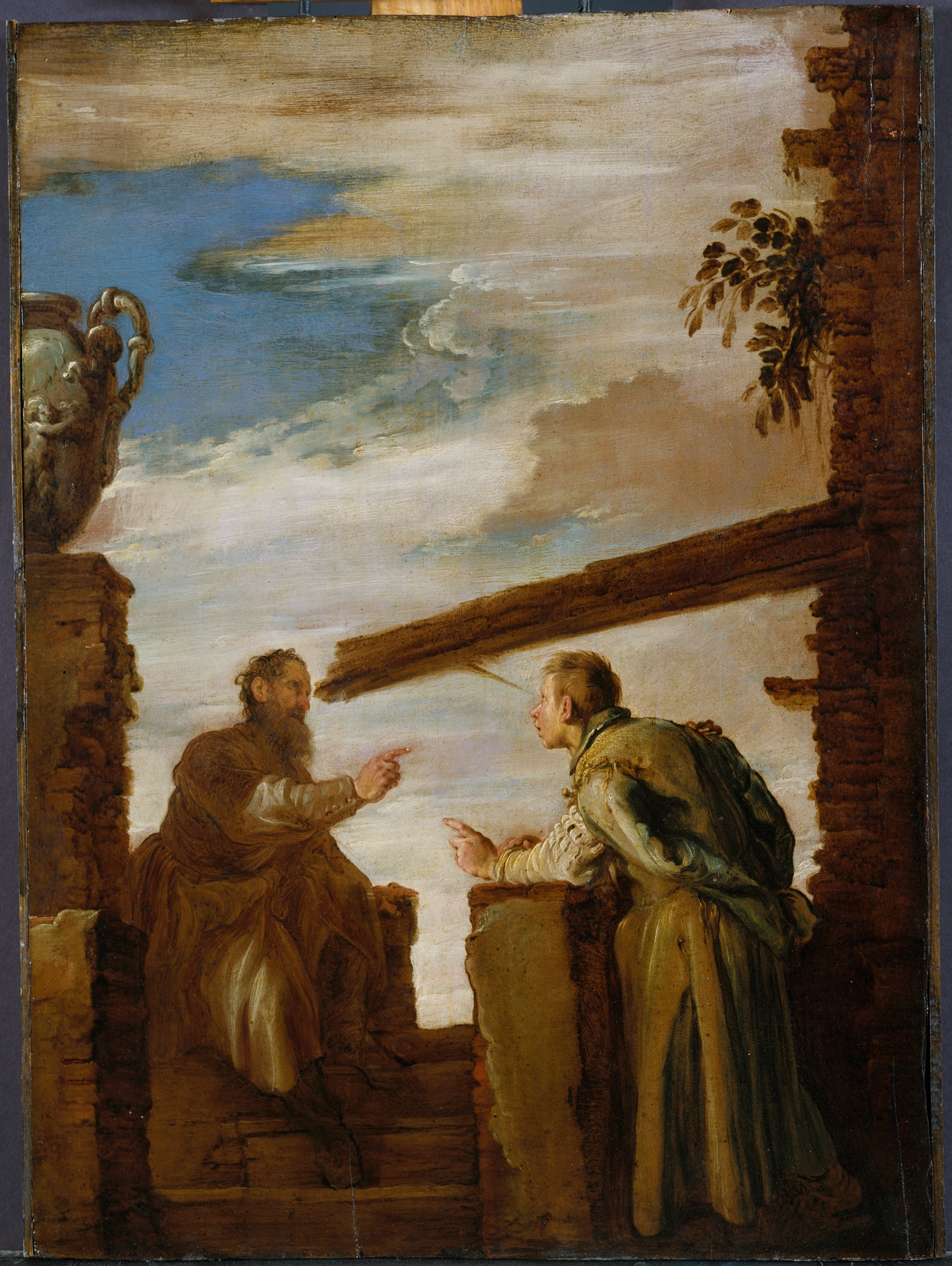
Domenico Fetti: Vom Splitter und vom Balken (um 1619, Metropolitan Museum of Art)

Das Logion vom Splitter und vom Balken wird Jesus von Nazareth zugeschrieben. Es ist sowohl in der Bergpredigt (Mt 7,3–5 ) als auch in der Feldrede (Lk 6,41–42 ) und außerhalb des Neuen Testaments im Thomasevangelium (Logion 26) überliefert.

## Text
Übersetzung der beiden Bibeltexte nach der revidierten Lutherbibel (2017):
| Bergpredigt | Feldrede |
| --- | --- |
| Mt 7,3 Was siehst du aber den Splitter in deines Bruders Auge und nimmst nicht wahr den Balken in deinem Auge?                                     | Lk 6,41 Was siehst du den Splitter in deines Bruders Auge, aber den Balken im eigenen Auge nimmst du nicht wahr?                                                        |
| 7,4 Oder wie kannst du sagen zu deinem Bruder: Halt, ich will dir den Splitter aus deinem Auge ziehen! – und siehe, ein Balken ist in deinem Auge? | 6,42a Wie kannst du sagen zu deinem Bruder: Halt still, Bruder, ich will dir den Splitter aus deinem Auge ziehen, und du siehst selbst nicht den Balken in deinem Auge? |
| 7,5 Du Heuchler, zieh zuerst den Balken aus deinem Auge; danach kannst du sehen und den Splitter aus deines Bruders Auge ziehen.                   | 6,42b Du Heuchler, zieh zuerst den Balken aus deinem Auge, danach kannst du sehen und den Splitter aus deines Bruders Auge ziehen.                                      |

Durch die wiederholte Verwendung der Begriffe Splitter, Balken, Auge, herausziehen und Bruder wirkt der Text sehr geschlossen. Die Wiederholung des Wortes Bruder (von Lukas in 6,42a hinzugefügt) trägt zur Eindringlichkeit bei. Es handelt sich um eine Hyperbel. Im Kontext motiviert sie den Verzicht auf das „Richten“ des Mitmenschen. Richten (κρίνω) hat im Griechischen ein weites Bedeutungsfeld; Lukas präzisiert deshalb: gemeint ist das Beurteilen (καταδικάζω).

## Kommentar
Beide Evangelisten fanden das Logion in der Quelle Q, einer Sammlung von Jesusworten. Matthäus und Lukas stimmen im Wortlaut des Logions vom Splitter und vom Balken so stark überein, dass nach dem Urteil von François Bovon nur eine schriftliche griechische Quelle, die beiden vorlag, dies erklären kann.
Bovon sieht Jesus hier als weisheitlichen jüdischen Lehrer. Übertreibung und Ironie seien typisch für diese Art von Unterweisung, ebenso, dass ein Gegner scharf als Heuchler (ὑποκριτής) angegangen werde. Ziel sei, das Miteinander in einer sozialen Gruppe in Ordnung zu bringen, diese Worte „spiegeln keine apokalyptische Besorgnis.“ Ulrich Luz weist darauf hin, dass an diesem Logion das in der älteren Exegese beliebte Unähnlichkeitskriterium versagt, d. h. für die Verkündigung des Jesus von Nazareth wurden die Texte der Evangelien reklamiert, für die es im Judentum keine Parallelen gibt (und so malte diese Exegese ein Bild des historischen Jesus, der in völligem Gegensatz zum Judentum seiner Zeit gestanden habe). Das Logion vom Splitter und vom Balken passe gut zu einem jüdischen Weisheitslehrer und gerade darum auch gut zu Jesus.
In der Zeit des Neuen Testaments gab es das moderne Konzept der Privatsphäre noch nicht. Deshalb, so Luz, sei der Schlusssatz auch nicht ironisch zu verstehen, im Sinne von: „Wenn du dann noch Lust hast, magst du dann an deinem Bruder herumkritteln!“ Vielmehr gehe es darum, dass Gläubige so verändert würden, dass sie „klar sehen“ oder „mit weit offenen Augen schauen“ (διαβλέπω, dort in der Futurform διαβλέψεις) und dann auch ihren Mitchristen als Assistenten, nicht als Richter, eine Hilfe sein könnten.

## Jüdischer Kontext
Rabbi Tarfon wird der Ausspruch zugeschrieben: „Es sollte mich wundern, wenn es in dieser Generation einen gäbe, der Zurechtweisung annimmt. Wenn man ihm sagen würde: Nimm den Splitter aus deinen Augen fort, so würde er antworten: Nimm den Balken aus deinen Augen fort!“ (bArachin 16b = Bill. I, 446) 
Im Kontext geht es um die Auslegung von Lev 19,17 . Wie dieser Ausspruch mit dem Jesus-Logion zusammenhängt, ist unsicher. Entweder ist ein Jesuswort in die talmudische Überlieferung eingegangen, wobei der Bezug auf das Thema Nächstenliebe erhalten blieb, oder Jesus hat das Logion nicht neu geschaffen und es war zu seiner Zeit schon sprichwörtlich.

## Kulturgeschichte
Vom biblischen Logion ist ein Sprichwort abgeleitet, das in verschiedenen europäischen Sprachen bekannt ist: „Man sieht den Splitter im fremden Auge, im eignen den Balken nicht.“ Statt des Splitters wird in der englischen und der schwedischen Fassung das Stäubchen, im Französischen der Strohhalm zum Vergleich herangezogen.
Der Ausdruck „Splitterrichter“ wurde von Martin Luther geprägt. Er hat als Geflügeltes Wort allgemein die Bedeutung eines kleinlichen Kritikers angenommen.